# Kitami-Observatorium
Das Kitami-Observatorium (jap. 北見天文台, Kitami temmondai, engl. Kitami Observatory; Sternwarten-Code 400) ist eine Sternwarte in Kitami, Unterpräfektur Okhotsk in Hokkaidō, Japan. Es ist Bestandteil des Kulturzentrums für die Region Kitami-Abashiri (北網圏北見文化センター, Hokumōken Kitami bunka sentā, „Kulturzentrum Nord-Abashiri Kitami“, engl. Kitami Region Museum of Science, History and Art), das gleichzeitig das einzige Planetarium im östlichen Hokkaidō beherbergt.
Die Amateurastronomen Atsushi Takahashi und Kazurō Watanabe haben von hier aus eine Vielzahl von Asteroiden entdeckt.

## Referenzen
- Lutz D. Schmadel (2003). Dictionary of Minor Planet Names. ISBN 3-540-00238-3